# Alexandru Giura
Alexandru Giura (n. 11 februarie 1957) este un canoist de sprint⁠(d) român care a concurat la sfârșitul anilor 1970 și la începutul anilor 1980. A câștigat o medalie de argint la proba K-4 1000 m de la Campionatele Mondiale ICF de canoe sprint din 1978⁠(d) de la Belgrad.
La Jocurile Olimpice de vară din 1980 de la Moscova, Giura a terminat pe locul 4 în proba K-2 1000 m⁠(d) și pe locul 6 în proba K-2 500 m⁠(d).

## Distincții
- Medalia „Meritul Sportiv” clasa I (15 aprilie 1981) „pentru rezultatele deosebite obținute la Jocurile olimpice de vară de la Moscova — 1980, precum și pentru contribuția adusă la dezvoltarea activității sportive și la creșterea prestigiului sportului românesc pe plan internațional”[1]